# Virkelighed
Virkelighed betyder noget faktisk eksisterende. Gennem hele menneskehedens historie har man diskuteret, hvad der er virkeligt: Er virkeligheden kun det, der påvirker os i vores liv? Er virkeligheden kun det, som vore sanser fortæller os, eller er der en virkelighed bag det oplevede? I den europæiske filosofi blev dette problem formuleret første gang i Platons hulelignelse.
Virkelighed er et tysk låneord. Det tilsvarende tyske ord Wirklichkeit blev skabt af Mester Eckehart som en oversættelse af det latinske ord actualitas. Det betegner den form for eksistens, som er afgrænset af det mulige på den ene side og det nødvendige på den anden. Begrebsparret virkelighed/mulighed står overfor det noget anderledes vægtede begrebspar realitet/idealitet (se realisme og idealisme). Virkelighed betyder groft talt det område af helheden, som kan påvirke os.